# Chakyung Ngawang Chödrag
Chakyung Ngawang Chödrag (1707-1778) was een Tibetaans geestelijke.
Hij was de achtenvijftigste Ganden tripa van 1764 tot ca. 1770 en daarmee de hoofdabt van het klooster Ganden en hoogste geestelijke van de gelugtraditie in het Tibetaans boeddhisme.

## Biografie
Hij werd geboren in de omgeving van het Jakhyung-klooster in Amdo. Op jonge leeftijd werd hij tot het klooster toegelaten waar hij zijn kloosternaam Ngawang Chödrag kreeg. Daar ontving hij de voor het kloosterleven benodigde basisopleiding.
In 1727 vertrok hij op 21-jarige leeftijd naar Lhasa waar hij zich inschreef bij het College van het Sera-klooster; hij studeerde bij Lobsang Chöpel en Drakri Ngawang Dondrub.  Bij zijn ordinatie legde hij de eed af tegenover de vijfde Pänchen lama, van wie hij vervolgens verder onderricht kreeg. 
Andere leermeesters van hem waren bekende geleerden als o.a. de 7e dalai lama, de 53e en de 54e ganden tripa. Hij voldeed aan het examen voor de  geshe Lharampa tijdens het Grote Mönlam-gebedsfestival van Lhasa, de hoogste graad in de Gelug-traditie. 
Daarna volgde hij Tantrastudies aan het Gyume-college, aan welk college hij vervolgens opleidingshoofd en abt werd. Aansluitend was hij enige tijd abt van het Jangtse-college van Ganden. In 1764 werd hij de 58e ganden tripa, wat duurde tot 1770, de gebruikelijke 7 jaar. 
Hij overleed in 1778 op 72-jarige leeftijd. Zijn relieken werden overgebracht naar het Seraklooster in Lhasa.